# 1975-ös Giro d’Italia

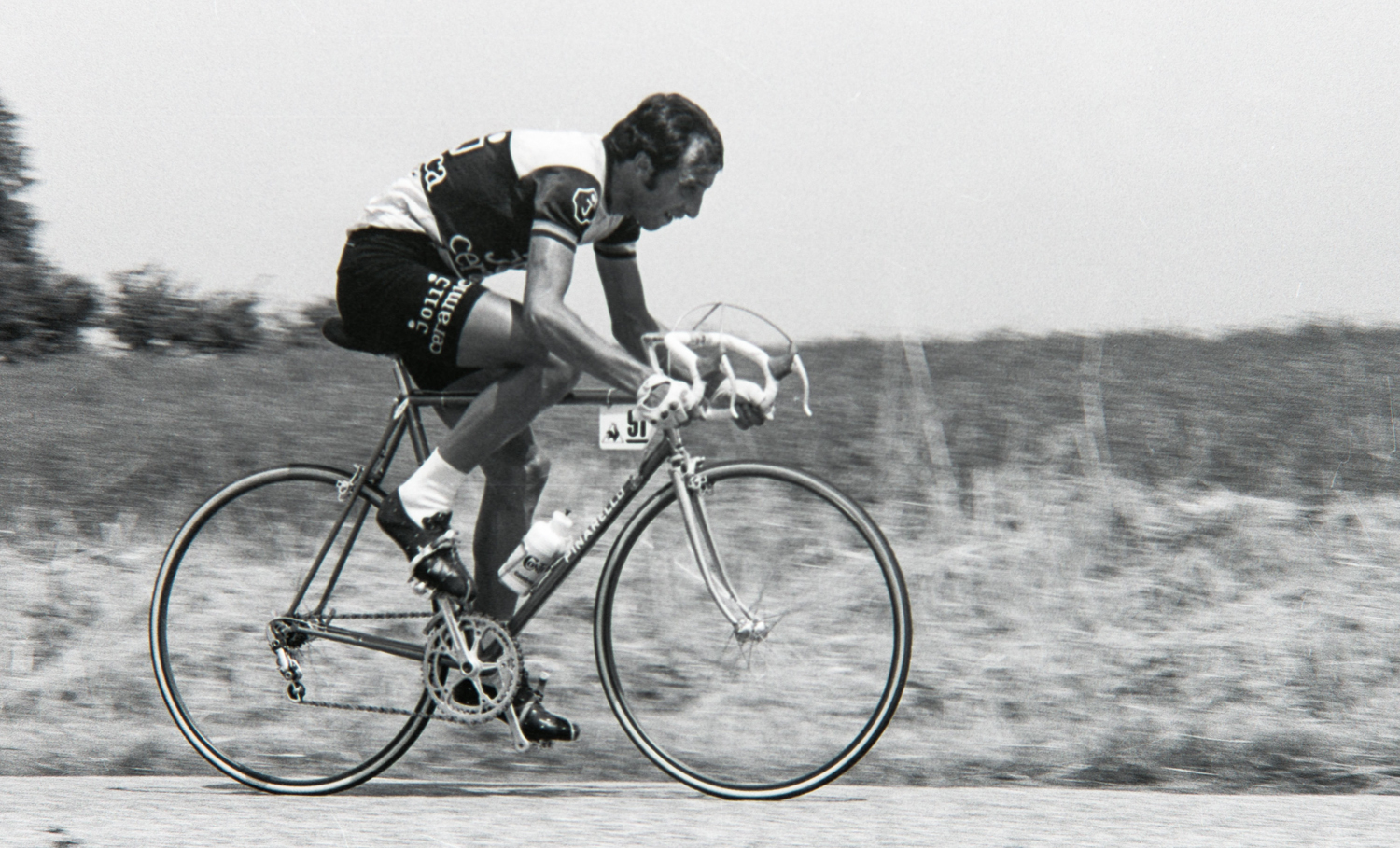
Fausto Bertoglio 1976-ban

Az 1975-ös Giro d’Italia volt az 58. olasz kerékpáros körverseny. Május 17-én kezdődött és június 7-én ért véget. Végső győztes az olasz Fausto Bertoglio lett.

## Végeredmény
|    | Versenyző                | Idő            |
| -- | ------------------------ | -------------- |
| 1  | Fausto Bertoglio         | 111 óra 31' 24 |
| 2  | Francisco Galdos         | + 41           |
| 3  | Felice Gimondi           | + 6' 18        |
| 4  | Roger De Vlaeminck       | + 7' 39        |
| 5  | Giuseppe Perletto        | + 8' 00        |
| 6  | Wladimiro Panizza        | + 8' 13        |
| 7  | Walter Riccomi           | + 10' 32       |
| 8  | Costantino Conti         | + 13' 40       |
| 9  | Miguel-Maria Lasa        | + 14 48        |
| 10 | Gianbattista Baronchelli | + 14' 48       |